# 江波山公園
江波山公園（えばやまこうえん）は、広島県広島市中区江波南及び江波二本松に位置する江波山を中心とした都市公園（近隣公園）である。

## 概要
近世まで江波島（えばじま）と呼ばれる広島湾に浮かぶ島で、島には江波山と江波皿山があった。広島城の築城以来、周辺の埋め立てが進んで明治時代には陸続きになった。江波山には江波山公園、江波皿山には江波皿山公園が整備されている。
広島測候所は、1935年に広島市国泰寺村から江波山に移転し、1945年に原爆投下により被爆。当時の様子は柳田邦男の小説『空白の天気図』で取り上げられた。52年間観測を続けたが、1987年に広島合同庁舎（中区上八丁堀）に移転した。1992年に広島市江波山気象館がオープンした。
桜の名所として有名である。1994年（平成6年）4月、園内で花弁の数が5枚から13枚と多く水平に花を開かせる特徴を持つヤマザクラの突然変異種が確認され、ヒロシマエバヤマザクラと命名された（1996年に広島市指定天然記念物に指定）。
なお、映画『この世界の片隅に』の主人公すずの実家は広島市江波にあるという設定である。
毎年2月の第2土曜日に江波山公園で開催される南の風EBAあそびは多くの人で賑わう。

## 施設
- 広島市江波山気象館
- 展望台・トイレ・自動販売機

## アクセス
- JR広島駅から広島電鉄（路面電車）江波線紙屋町経由江波行き約30分、「江波」電停下車、徒歩15分
- JR横川駅から広島電鉄（路面電車）江波線土橋経由江波行き約20分、「江波」電停下車、徒歩15分
- 広島市内中心部紙屋町から広島電鉄（路面電車）江波行き約20分、「江波」電停下車、徒歩15分、広電バス6号線江波営業所・江波行き約20分「江波栄町」バス停下車、徒歩5分